# 율리야 페촌키나
율리야 세르게예프나 페촌키나(러시아어: Юлия Сергѐевна Печёнкина, 1978년 4월 21일 ~ )는 러시아의 전직 육상 선수로 400m 허들과 1600m 계주를 전문적으로 활약했다.

## 인물 정보
그녀는 2005년 헬싱키 세계 육상 선수권 대회 400m 허들에서 금메달을 획득했다.
그녀는 축농증 때문에 2008년 베이징 올림픽과 2009년 베를린 세계 선수권 대회를 모두 놓쳤다. 자신의 병이 건강을 감안할때, 그녀는 곧 세계 선수권 대회 이후 현역에서 은퇴하기로 결정했고 대신 은행 업종에서 일했다.

## 참조
1. ↑  허들 선수 페촌키나, 베를린 세계 육상 선수권 대회 출전 무산. BBC Sport (2009년 8월 8일) . 2009년 8월 9일
2. ↑  페촌키나, 지병으로 선수 생활 마감. BBC Sport (2009년 9월 28일). 2009년 9월 28일